# Simon Bradstreet
Simon Bradstreet (né le 18 mars 1603 (ou 1604) et mort le 27 mars 1697) est un magistrat, homme d'affaires et diplomate britannique du XVIIe siècle.

## Biographie
Simon Bradstreet est le dernier gouverneur de la colonie de la baie du Massachusetts.